# Canton de Saint-Nicolas-de-Redon
Le canton de Saint-Nicolas-de-Redon est une ancienne circonscription électorale française, située dans le département de la Loire-Atlantique (région Pays de la Loire).

## Histoire
- De 1833 à 1848, les cantons de Guémené et de Saint-Nicolas-de-Redon avaient le même conseiller général. Le nombre de conseillers généraux était limité à 30 par département[1].

## Administration

### Conseillers d'arrondissement (de 1833 à 1940)
Le canton de Saint-Nicolas appartenait à l'arrondissement de Savenay jusqu'en 1868, puis à l'arrondissement de Saint-Nazaire.
| Période                                  | Période | Identité                                        | Étiquette            | Qualité |
| ---------------------------------------- | ------- | ----------------------------------------------- | -------------------- | --- |
| 1833                                     | 1836    | Louis Augustin Cocaud de Toulan (1783-1853)     |                      | Propriétaire à Plessé                                                                                       |
| 1836                                     | 1848    | César Joseph Potiron de Bois-Fleury (1798-1887) |                      | Notaire à Saint-Nicolas puis à Plessé                                                                       |
|                                          |         |                                                 |                      | |
|                                          | 1919    | Charles Roy                                     | Conservateur         | Propriétaire à Nantes Maire d'Avessac                                                                       |
| 1919                                     | 1922    | Baron Raoul Gourlez de La Motte (1871-1933)     |                      | Propriétaire du château de Carheil à Plessé                                                                 |
| 1922                                     | 1940    | Léonce-Édouard Orain (1874-1955)                | Républicain national | Négociant, adjoint au maire de Plessé                                                                       |
| 1940                                     |         |                                                 |                      | Les conseils d'arrondissement ont été suspendus par la loi du 12 octobre 1940 et n'ont jamais été réactivés |
| Les données manquantes sont à compléter. |         |                                                 |                      | |

### Conseillers généraux (de 1833 à 2015)
| Période | Période      | Identité                                  | Étiquette           | Qualité |
| ------- | ------------ | ----------------------------------------- | ------------------- | --- |
| 1833    | 1848         | Fidèle Marie Simon (1804-1891)            |                     | Maire de Guemené |
| 1848    | 1857 (décès) | Joseph Desmars                            | Majorité dynastique | Ancien Préfet de Seine-Inférieure, membre du Conseil d'État Avocat à Savenay, député (1848-1851, 1852-1857)                             |
| 1858    | 1877         | Joseph François Simon                     | Droite              | Marchand de bois de construction Maire de Saint-Nicolas-de-Redon Député (1857-1870)                                                     |
| 1877    | 1901         | Amaury Simon                              | Républicain rallié  | Industriel Maire de Saint-Nicolas-de-Redon Député (1893-1898)                                                                           |
| 1901    | 1918 (décès) | Comte François de la Rochefoucauld-Bayers | Droite              | Secrétaire d'ambassade Propriétaire à Pont-Forêt, maire de Plessé                                                                       |
| 1918    | 1919         | siège vacant                              |                     | |
| 1919    | 1931         | Charles Roy                               | Conservateur        | Propriétaire à Nantes Maire d'Avessac, conseiller d'arrondissement                                                                      |
| 1931    | 1940         | Vicomte Jean du Dresnay (1900-1976)       | Conservateur        | Maire de Fégréac (1928-1953) Nommé membre de la Commission administrative départementale en 1941 Nommé conseiller départemental en 1943 |
|         |              |                                           |                     | |
| 1945    | 1976 (décès) | Jean du Dresnay                           | DVD-CNI             | Agriculteur Maire de Fégréac (1965-1976) Président du conseil général (1970-1976)                                                       |
| 1976    | 1982         | Pierre Geffriaud                          | DVD                 | Entrepreneur Maire de Plessé (1945-1989)                                                                                                |
| 1982    | 2001         | René Bouillot                             | DVD                 | Professeur de collège privé Maire de Saint-Nicolas-de-Redon (1983-2001)                                                                 |
| 2001    | 2015         | Yvon Mahé                                 | DVG                 | Enseignant retraité Maire de Fégréac (1995-2020) Vice-président du conseil général                                                      |

## Composition
Les données présentées sont issues des études de l'Insee.
| Nom                                | Code Insee | Intercommunalité       | Superficie (km2) | Population (dernière pop. légale) | Densité (hab./km2) |
| ---------------------------------- | ---------- | ---------------------- | ---------------- | --------------------------------- | ------------------ |
| Saint-Nicolas-de-Redon (chef-lieu) | 44185      | CA Redon Agglomération | 22,32            | 3 154 (2014)                      | 141                |
| Avessac                            | 44007      | CA Redon Agglomération | 76,49            | 2 549 (2014)                      | 33                 |
| Fégréac                            | 44057      | CA Redon Agglomération | 44,18            | 2 398 (2014)                      | 54                 |
| Plessé                             | 44128      | CA Redon Agglomération | 104,38           | 5 138 (2014)                      | 49                 |

## Démographie
| 1962   | 1968   | 1975   | 1982   | 1990   | 1999   |
| ------ | ------ | ------ | ------ | ------ | ------ |
| 10 425 | 10 331 | 10 228 | 10 534 | 10 322 | 10 362 |

| 2006   | 2007   | 2008   | 2009   | 2010   | - |
| ------ | ------ | ------ | ------ | ------ | - |
| 11 361 | 11 611 | 11 915 | 12 229 | 12 455 | - |